# Amszterdam-szigeti albatrosz

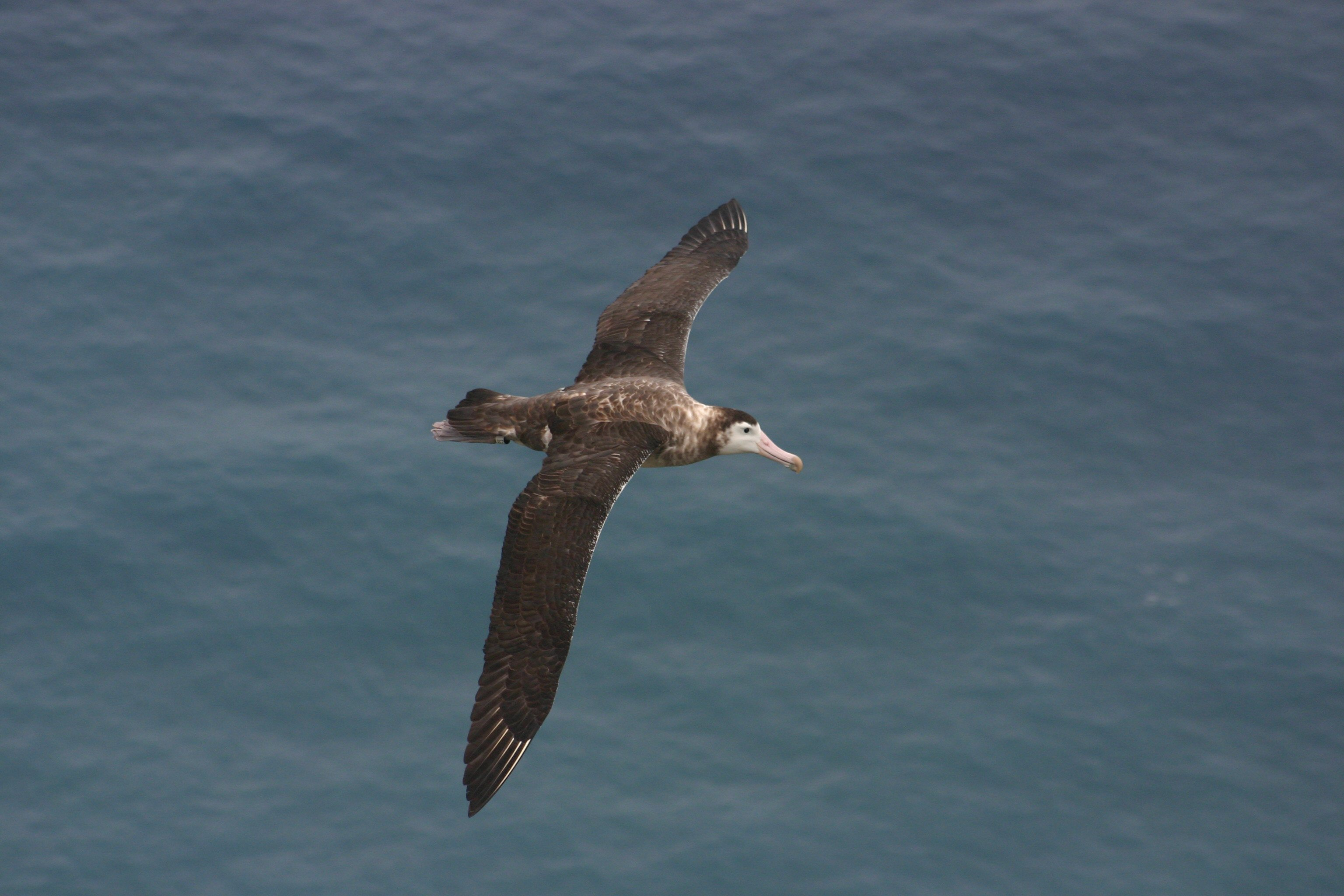
Repülő albatrosz, jól megfigyelhető rajta a nagyobb testű albatroszokra nem jellemző sötét szín, amely alapján könnyű elkülöníteni a többi fajtól

Az amszterdam-szigeti albatrosz (Diomedea amsterdamensis) a madarak (Aves) osztályának viharmadár-alakúak (Procellariiformes) rendjébe, ezen belül az albatroszfélék (Diomedeidae) családjába tartozó faj.
Egyes rendszerbesorolások a vándoralbatrosz (Diomedea exulans) alfajaként tartják nyilván Diomedea exulans amsterdamensis néven.
Az albatroszfélék családjának legkésőbb felfedezett faja, csak 1983-ban írták le.

## Előfordulása
Az Amszterdam-szigeten költ és az Indiai-óceán területén él.

## Megjelenése
A fajra a 110 centiméteres átlagos testhossz a jellemző.

## Életmódja
Hosszú, keskeny szárnyaival vándorol, majd a csendes vízre ereszkedve vadászik halakra és fejlábúakra.

## Szaporodása
Szárazföldön csak a költési időszakban tartózkodik. A párok násztáncot járnak, kinyújtott nyakkal egymással szemben bólogatnak, csőrüket összeütögetik.

## Természetvédelmi helyzete
Mivel kizárólag egyetlen szigeten fészkel, sosem lehetett túl gyakori faj. Az Amszterdam-szigeten változó számú pár költ, számuk 18 és 25 pár között ingadozik. A faj összpopulációja nagyjából 130 egyedből állhat, ebből körülbelül 80 lehet a kifejlett madár. Állományait korábban a szigetre betelepített elvadult házi kecskék és szarvasmarhák fenyegették a leginkább, mivel ezek elpusztították az albatroszok fészkelőhelyeit jelentő zsombékosokat és zavarták a madarakat a költésben. Mióta sikerült ezeket az emlősöket kiirtani a szigetről, újra lassú növekedést mutat a populáció.